# جين روبرتسون
جين روبرتسون (بالإنجليزية: Gene Robertson)‏ هو لاعب كرة قاعدة أمريكي، ولد في 25 ديسمبر 1899 في سانت لويس في الولايات المتحدة، وتوفي في 21 أكتوبر 1981 في فالون في الولايات المتحدة.

## وصلات خارجية
- جين روبرتسون على موقعبيزبول رفرنس.كوم (الدوري الرئيسي) (الإنجليزية)
- جين روبرتسون على موقعبيزبول رفرنس.كوم (الدوري الثانوي) (الإنجليزية)